# Халайдівка
Халайдівка — колишнє село в Україні, П'ятихатському районі Дніпропетровської області. Ліквідоване у 1980 році. Було розташоване в двох кілометрах від села Лозуватка.